# Chřest
Chřest (Asparagus) je rod jednoděložných rostlin z čeledi chřestovité (Asparagaceae). V některých starších taxonomických systémech byl řazen do čeledi liliovité v širším pojetí (Liliaceae s.l.).

## Popis
Jedná se o vytrvalé byliny, normálně rostoucí nebo popínavé, s oddenky, někdy i s vřetenovitými hlízami. Jsou to rostliny dvoudomé či jednodomé s jednopohlavnými květy nebo oboupohlavnými květy. Fotosyntetickou funkci přebírá hlavně stonek, tedy jeho části napodobující listy, zvané fylokladia, která vyrůstají ve svazečcích nebo jednotlivě v uzlinách a jsou většinou čárkovitého tvaru. Listy jsou zpravidla velmi redukované, šupinovité, tedy jednoduché, přisedlé, střídavé, víceméně s listovými pochvami. Květy jsou jednotlivé nebo v chudokvětých hroznech či okolících. Okvětí se skládá zpravidla z 6 okvětních lístků, ve 2 přeslenech, okvětní lístky jsou na bázi nebo volné, jsou bílé, zelené, nebo žlutavé. Tyčinek je 6, ve 2 přeslenech. V samičích květech jsou tyčinky často přeměněny na staminodia. Gyneceum je složeno ze 3 plodolistů, je synkarpní, semeník je svrchní. Plod je dužnatý, převážně bobule, často červená.

## Rozšíření ve světě
Je známo asi 170-300 druhů, jsou rozšířeny hlavně v Evropě, Asii a Africe, ale adventivně i jinde, např. Severní Americe.

## Rozšíření v Česku
V Česku roste ve volné přírodě pouze jediný druh: chřest lékařský (Asparagus officinalis). Najdeme ho jen v teplejších oblastech, kde roste na suchých stráních a ve světlých křovinách. Je i pěstován a často zplaňuje.

## Význam
Mladé výhonky chřestu lékařského jsou v mnoha zemích (například v Německu a Nizozemsku) používány jako oblíbená zelenina, ale druh je pěstován i jako okrasná rostlina. Jiné druhy jsou často pěstovány jako pokojové rostliny a přidávají se i do kytic.

## Galerie

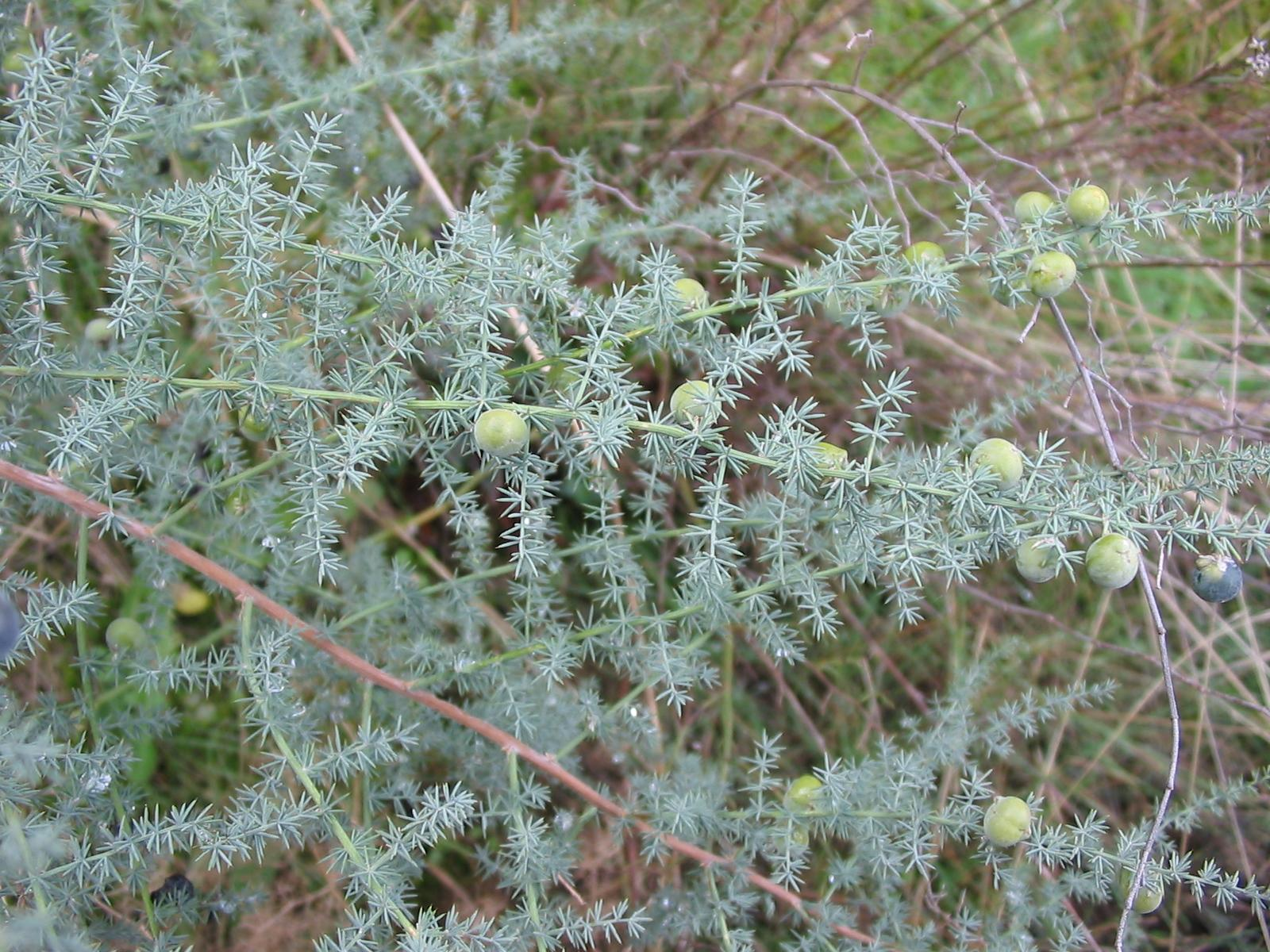
Asparagus acutifolius
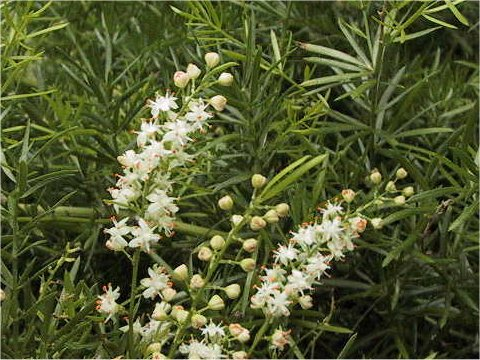
Asparagus aethiopicus
Asparagus asparagoides
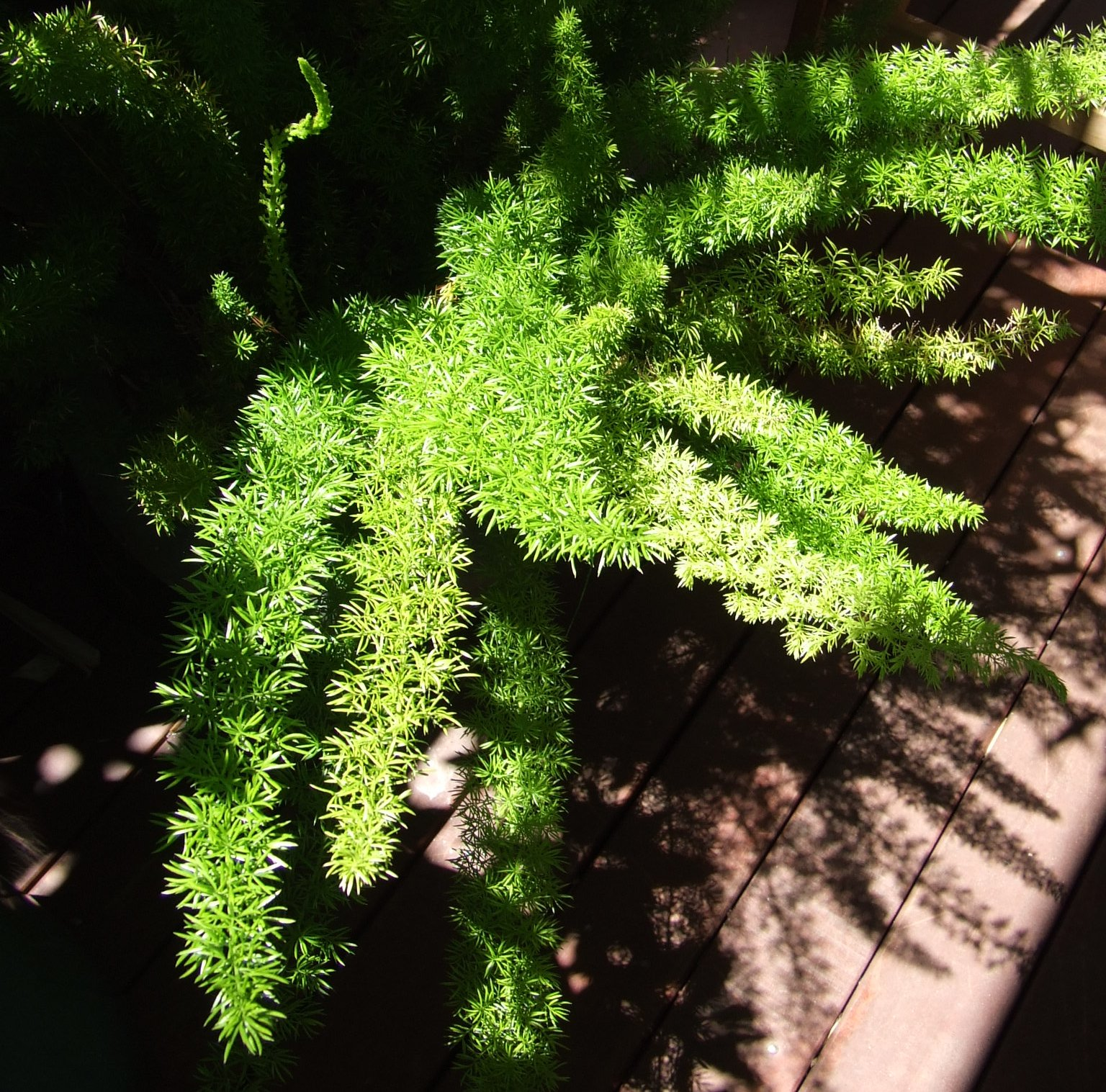
Asparagus densiflorus
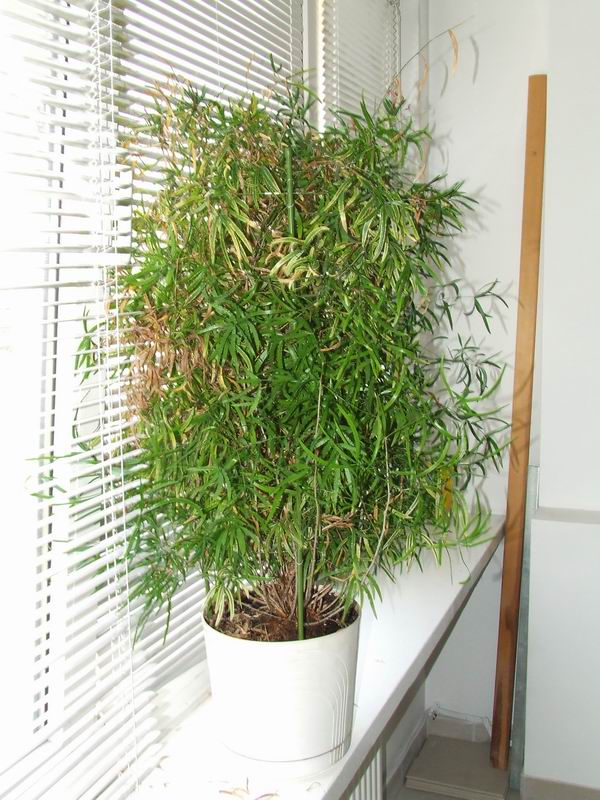
Asparagus falcatus
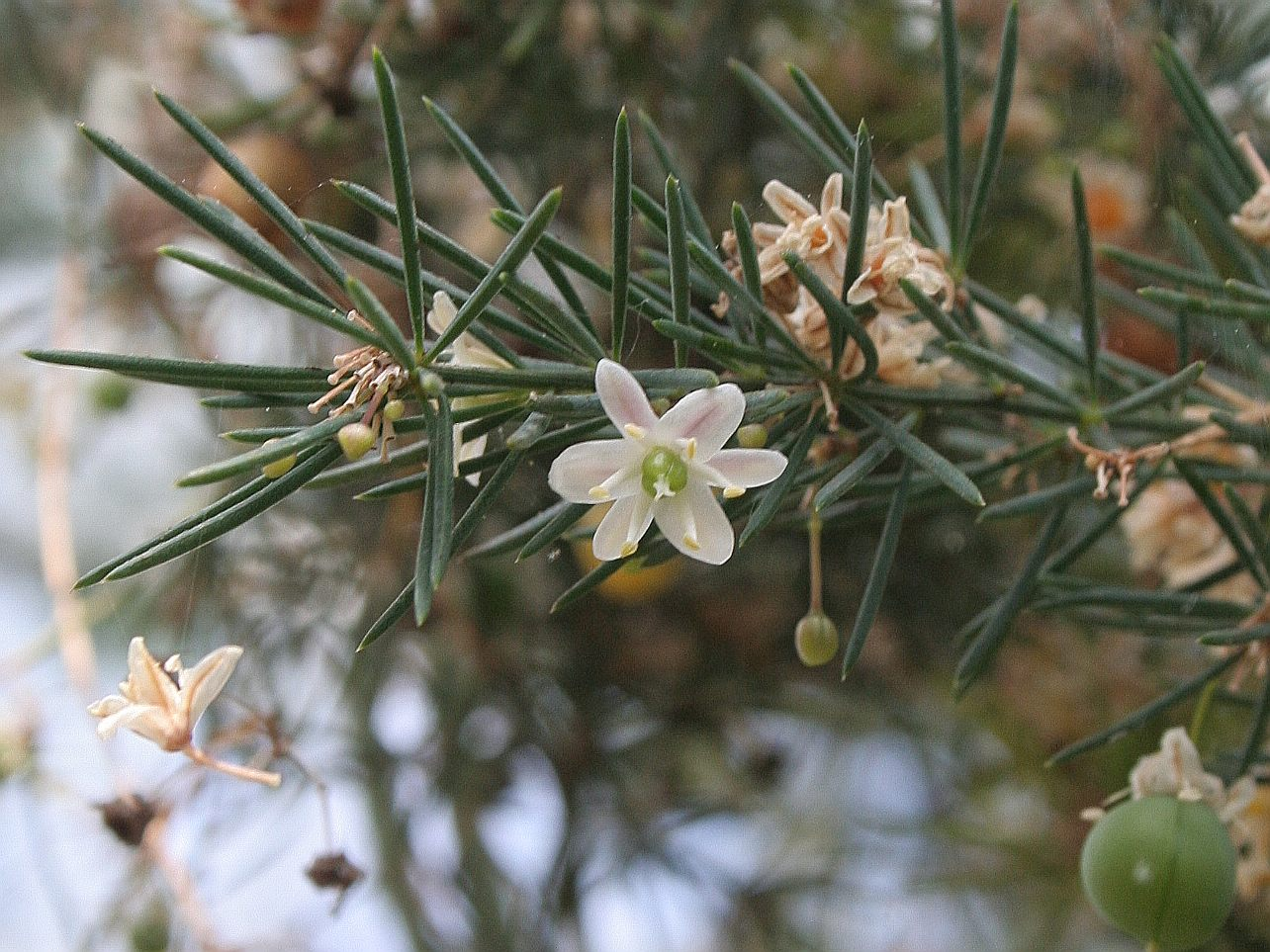
Asparagus fallax
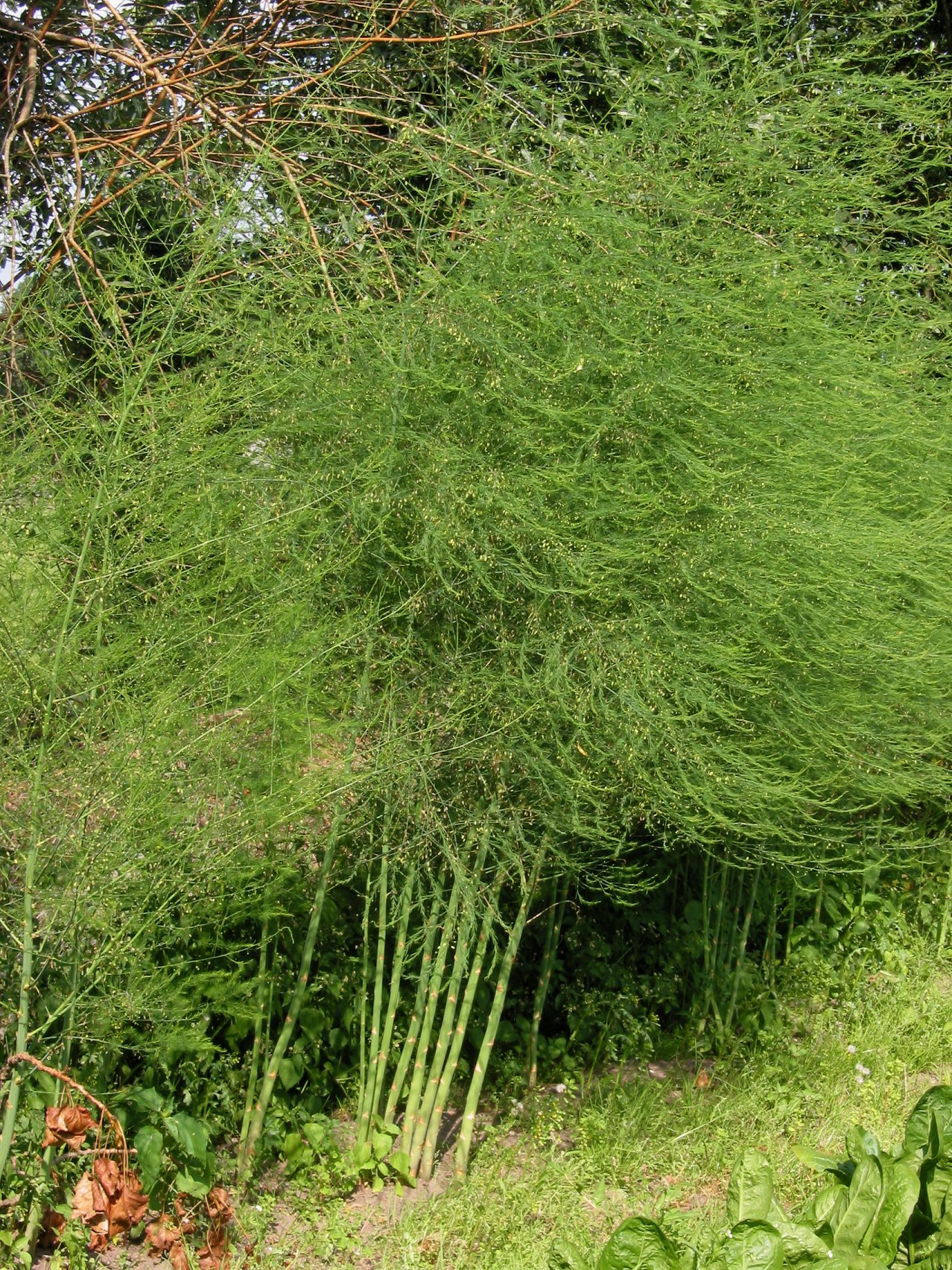
Asparagus officinalis
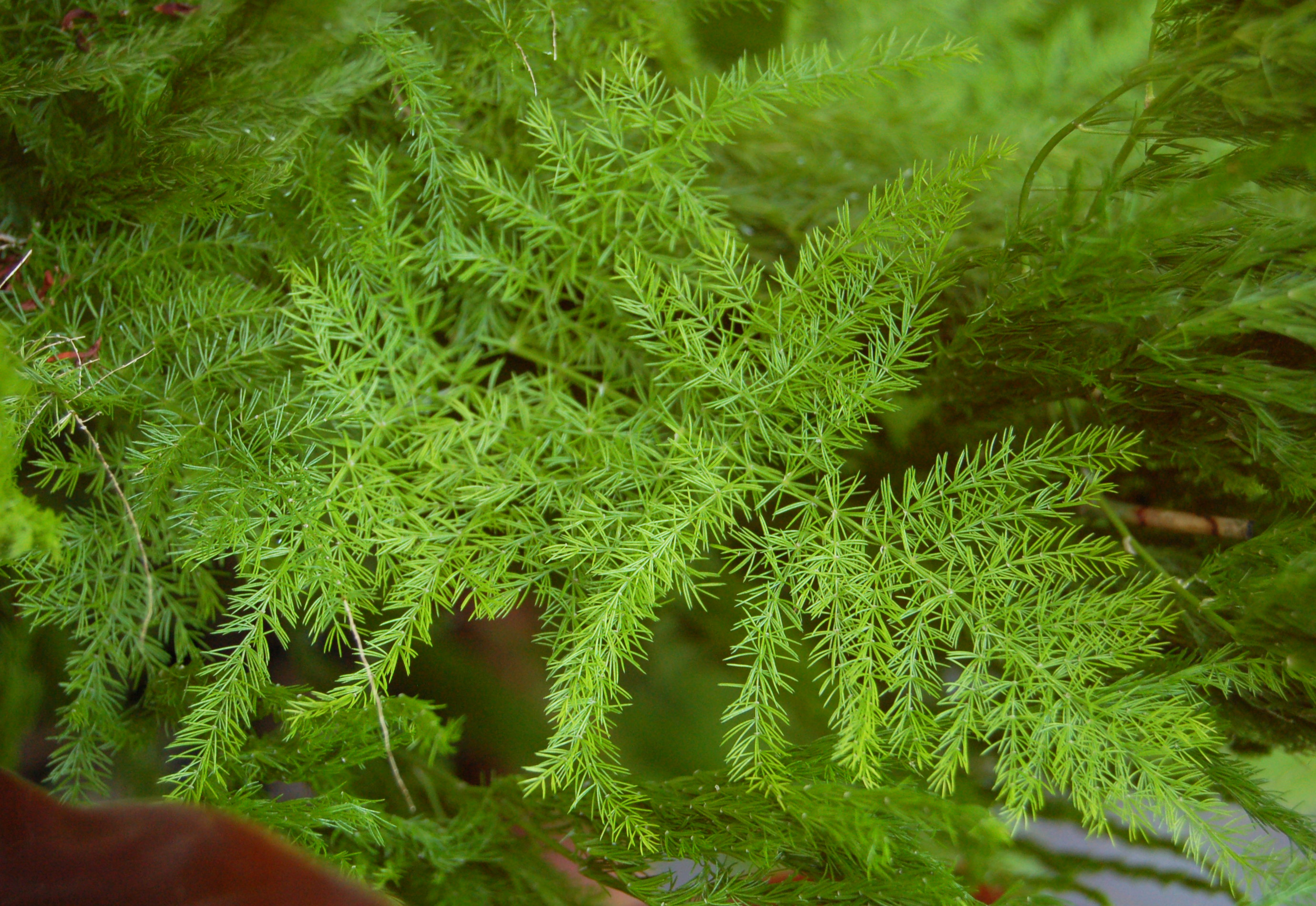
Asparagus setaceus
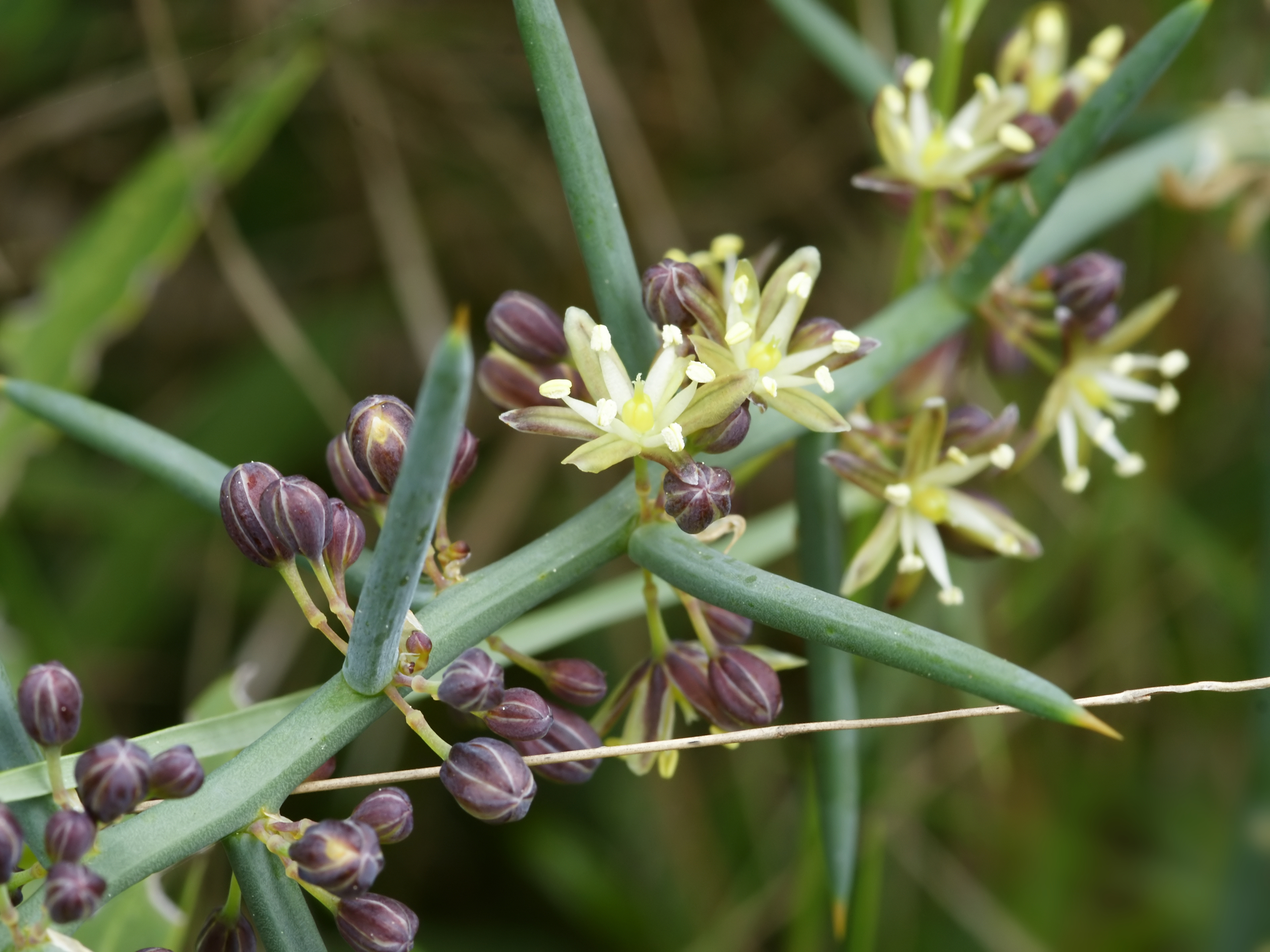
Asparagus stipularis
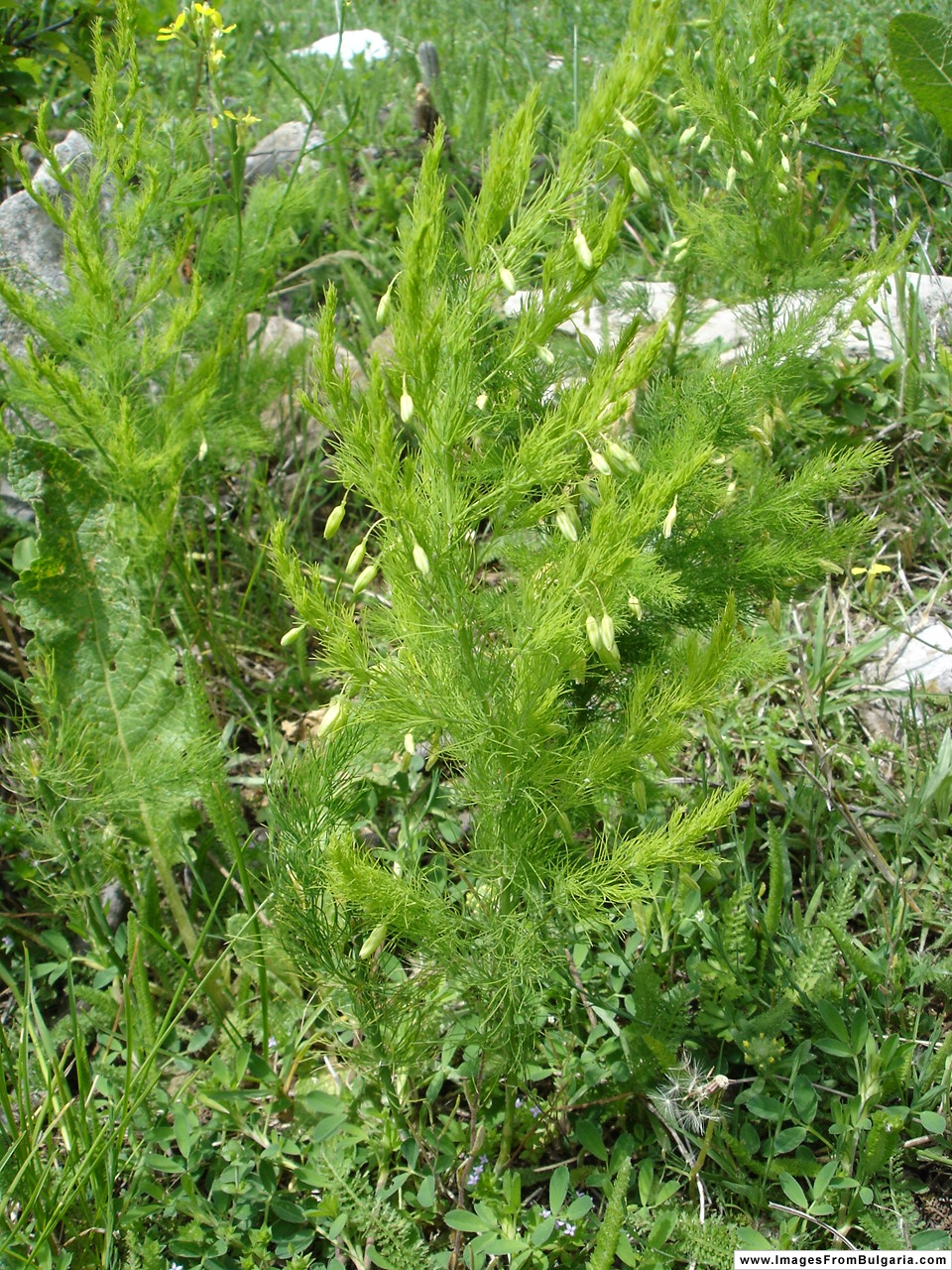
Asparagus tenuifolius
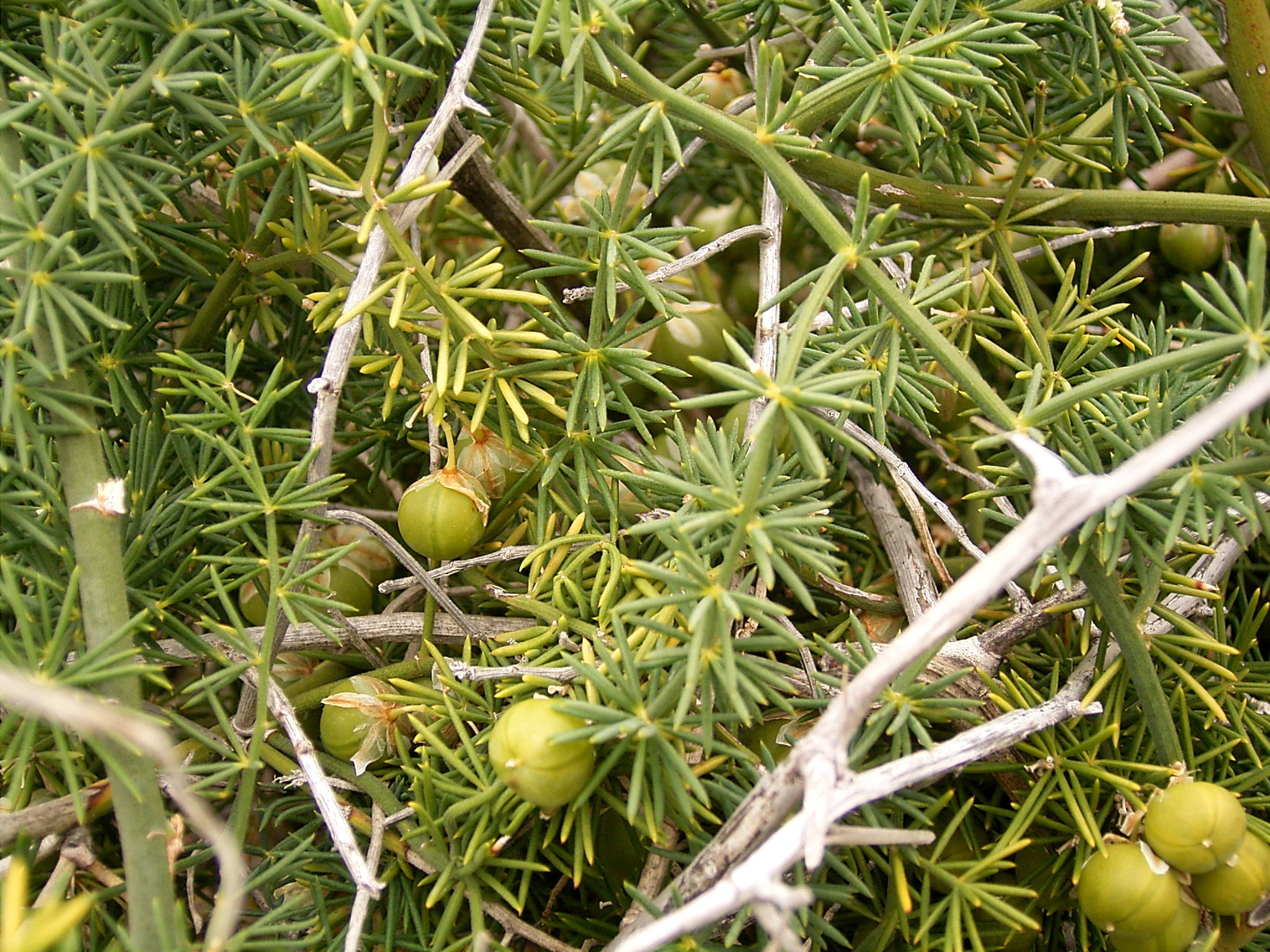
Asparagus umbellatus
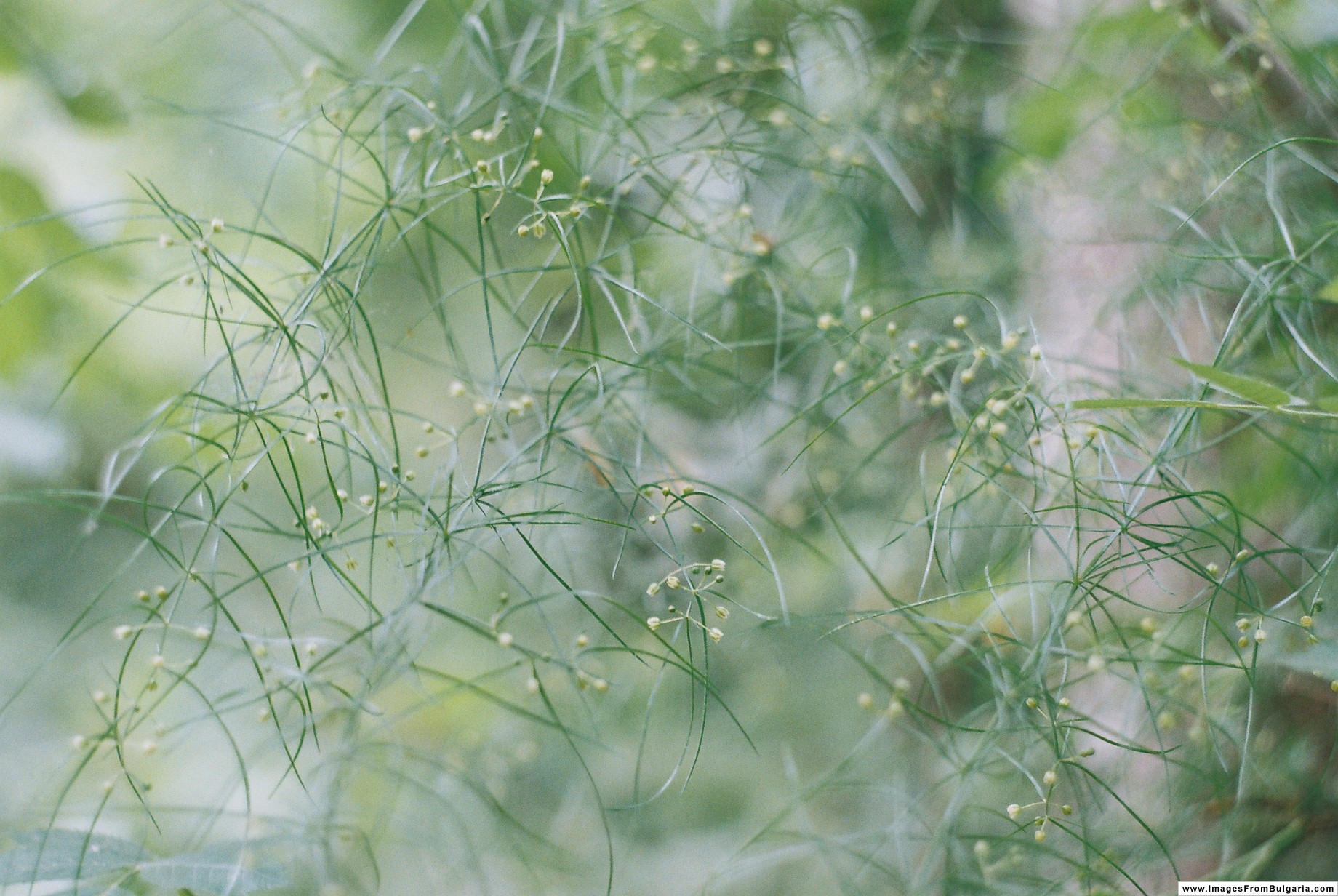
Asparagus verticillatus